# 진주 두문리 이정표석
진주 두문리 이정표석(晋州 斗文里 里程標石)은 대한민국 경상남도 진주시 금곡면 두문리에 있는, 진주시(구 진양군)와 사천시(구 사천군)의 경계를 표시하여 이정표 역할을 하던 표석이다.
1991년 12월 23일 경상남도의 문화재자료 제179호 진양두문리이정표비석으로 지정되었다가, 2018년 12월 20일 현재의 명칭으로 변경되었다.

## 개요
진주시(구 진양군)와 사천시(구 사천군)의 경계를 표시하여 이정표 역할을 하던 비로, 직사각형의 자연돌을 약간 다듬어 놓은 모습이다.
전하는 이야기에 따르면, 천태산 마구 할머니가 물레를 하려고 바위 3개를 가져오는데, 1개는 머리에 이고, 1개는 지팡이로 짚고, 1개는 치마에 담아 가져오다가 2개는 숲에 버리고, 치마에 담고 오던 바위만 지금의 자리에 세워두었다 한다.

## 참고 문헌
- 진주 두문리 이정표석 - 국가유산청 국가유산포털